# Voguéo

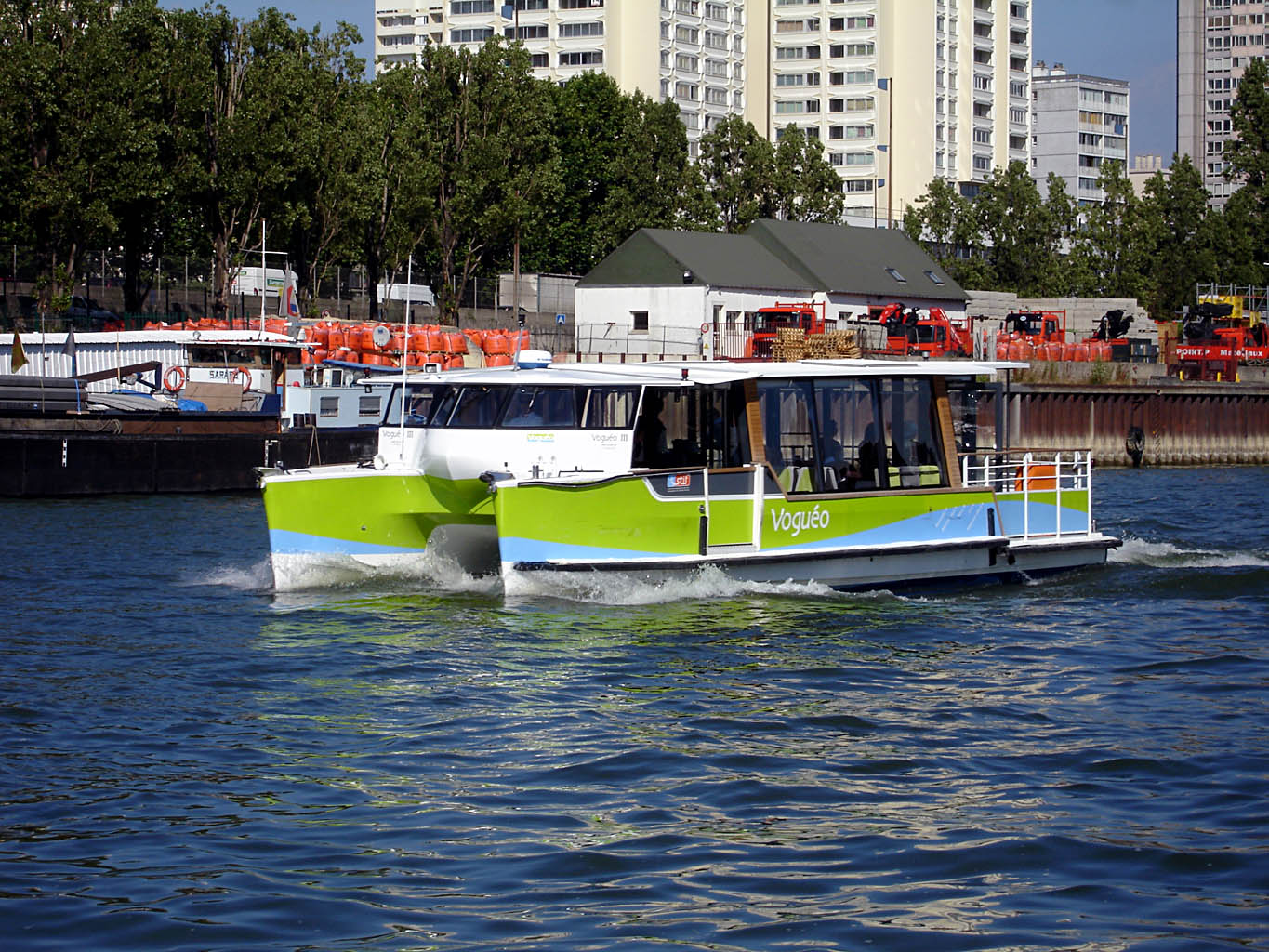
Катамаран Voguéo

Схема маршрута Voguéo

Voguéo — часть системы общественного транспорта Парижа, представленная в виде водных катамаранов. В настоящий момент Vogueo приостановлен, планировалось возобновление проекта с одновременным расширением сети на 2013 год. По результатам тендера 2013 года принято решение о закрытии проекта.  

## Описание
Маршрут занимал в среднем 35 минут. В отличие от туристических прогулочных катеров, Voguéo вместе с метро, трамваем и автобусами являлся частью транспортной системы французской столицы, следовательно на катамаранах Voguéo действовал проездной билет типа pass Navigo. Для одноразовых поездок билет можно было приобрести непосредственно при посадке (3 евро на май 2010 года).

## Достопримечательности
На катамаранах Voguéo у туристов и жителей французской столицы была возможность ознакомиться с местами и достопримечательностями Парижа, редко включаемыми в туристические маршруты: Аустерлицкий виадук (метромост, по которому проходит 6 линия метро), мост Шарля де Голля, открытый в 1992 году,  пешеходный мост Симон-де-Бовуар, сооруженный в 2006 году, Национальная библиотека Франции, здание министерства экономики, финансов и промышленности (уникальное здание, опирающееся на пилоны, установленные в русле Сены),  дворец спорта Берси и парк Берси. За чертой города, в департаменте Валь-де-Марн пассажирам представляется более индустриальный пейзаж. Обогнув точку слияния рек Марны и Сены, туристический комплекс Шинагора катамаран Вогео завершал маршрут в парижском пригороде Мезон-Альфорт на реке Марне.

## История проекта
Современный проект Voguéo частично повторял маршрут пассажирского судоходства по Сене между Сюреном и Мезон Альфором, существовавшего вплоть до начала XX века и пришедшего в упадок в связи со строительством метро. 

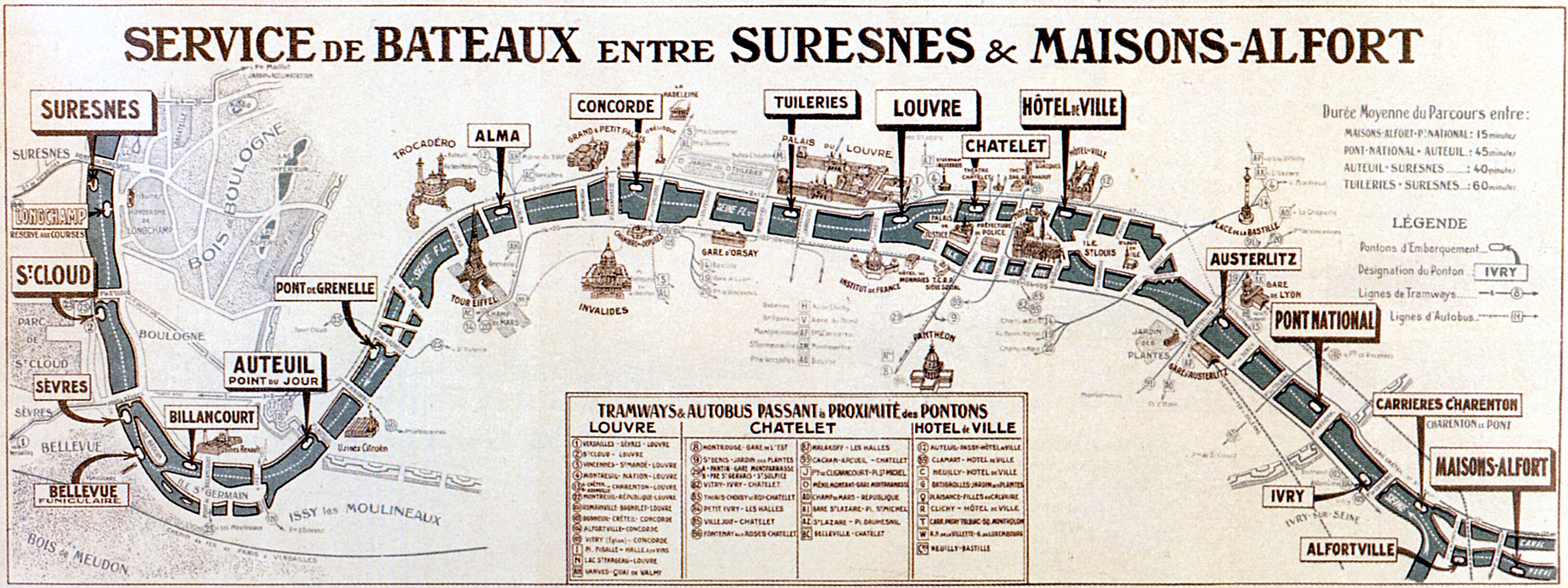
Пассажирское судоходство по Сене в начале XX века

28 июня 2008 года данный вид транспорта открылся в Париже на реках Сена и Марна между Аустерлицким вокзалом в 13 округе и Ветеринарной школой Мезон-Альфорта. В линия Vogueo работала в тестовом режиме (до конца 2010 года), целью которого являлась оценка рентабельности данного проекта.  